# Ли Куан Ю
Ли Куан Ю (на английски: Lee Kuan Yew, или Lee Kwan-Yew; на китайски: 李光耀), роден на 16 септември 1923 г., починал на 23 март 2015 г., е сингапурски политик, първи министър-председател на Република Сингапур.

## Биография
Ли Куан Ю е роден на 16 септември 1923 г. в Сингапур, в семейство от китайски произход. Отначало учи в родината си – в Училището „Телок Курау“, Института „Рафълз“ и Националния университет на Сингапур („Рафълз Колидж“), после в британския Кеймбриджки университет (1945-1949).
През 1949 г. се завръща в родината си. От 1950 г. се занимава с адвокатска практика в Сингапур, в компанията Laycock and Ong, участва в профсъюзни движения.
През 1954 г. е избран за генерален секретар на партията „Народно действие“, която идва на власт през 1959 г. Оттогава до 1990 г. заема поста премиер-министър. В периода 1990-2004 г. е министър в правителството на Го Чок Тонга.